# Smedovac
Smedovac es un pueblo ubicado en la municipalidad de Negotin, en el distrito de Bor, Serbia.

## Superficie
Posee una superficie de 7,005 kilómetros cuadrados.

## Demografía
Hasta 2011 la población era de 112 habitantes, con una densidad de población de 15,99 habitantes por kilómetro cuadrado.